# Georgij Erihovics Langemak
Georgij Erihovics Langemak (oroszul: Георгий Эрихович Лангемак ) (Sztarobelszk (Старобельск/Ukrajna), 1898. július 20. – Moszkva, 1938. január 11.) orosz/szovjet rakéta tervező, főmérnök.

## Életpálya
Édesapja német, édesanyja svájci származású volt. Szülői háttérnek köszönhetően tökéletesen beszélte a német és a francia nyelvet. 1916-ban egy ideig a Szentpétervári Egyetemen japán nyelvet tanult. Októberben besorozták a cári haditengerészet állományába. Alapképzését követően a Botteni-öbölben és a Finn-öböl teljesített szolgálatot. 1917-ben altiszt lett. 1918-ban leszerelték, folytatta nyelvi tanulmányait. 1919. július 10-én besorozták a Vörös Hadseregbe, tüzérségi egységparancsnok. 1922-ben Kronstadt-erőd parancsnokhelyettese. 1928-ban diplomázott a Katonai Műszaki Akadémián.
1927-ben Leningrádba telepítették és GDL (Газодинамическая лаборатория, ГДЛ) Gázdinamikai Laboratórium nevű intézetben, személyes kérvényezésére 1928-tól Nyikolaj Ivanovics Tyihomirov igazgatójának egyik vezető munkatársa. 1927-1933 között légvédelmi rakéták (repülőgép-fedélzeti rakétalövedékek, start rakéták), valamint különböző méretű, szilárd- és folyékony hajtóanyagú rakétafegyvereket fejlesztettek. Nagyban hozzájárult a Katyusa rakéta-sorozatvető létrehozásában.
1933-ban a GDL és a polgári GIRD (Rakétamozgást Tanulmányozó Csoport) egyesítéséből létrejött az RNII (Reaktyivnij Naucsno-Isszledovatyelszkij Insztyitut, vezetője Koroljov) Rakétakutató Intézet.
1937-ben Sztálin sokadik tisztogatási hullámában letartóztatták, megkínozták, majd kivégezték.

## Szakmai sikerek
- 1967-ben emlékére nevét a Hold túlsó oldalán kráter viseli.
- 1991-ben megkapta a Lenin-rend kitüntetést.
- Több kitüntetéssel ismerték el szakmai munkáját.